# Coelioxys yunnanensis
Coelioxys yunnanensis är en biart som beskrevs av Wu 1992. Coelioxys yunnanensis ingår i släktet kägelbin, och familjen buksamlarbin. Inga underarter finns listade i Catalogue of Life.